# Hôtel de ville d'Oermingen
L'hôtel de ville d'Oermingen est un monument historique situé au 29 rue de la Mairie dans la commune française d'Oermingen, dans le département du Bas-Rhin et dans la région Grand Est.

## Historique
La construction de l'hôtel de ville date de 1610.
L'édifice fait l'objet d'une inscription partielle au titre des monuments historiques depuis 1937.

## Architecture
La classification au titre des monuments historiques concerne la façade de l'édifice, incluant l'oriel et la toiture,.